# جامعة لندن

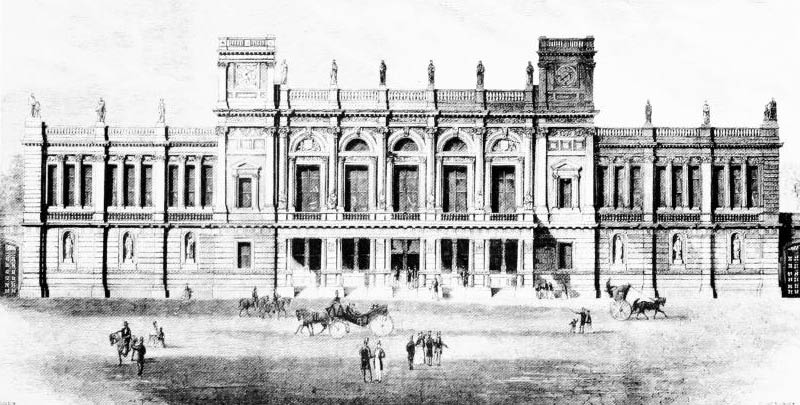
جامعة لندن عام 1867

جامعة لندن تعدّ أكبر جامعة تقليدية في بريطانيا وأوروبا، وتضم الجامعة المفتوحة التي ليس لديها فصول، ويتمُّ التعليم فيها من خلال المذياع والتلفاز والمراسلات، ولديها أكبر عدد من الطلاب من أي جامعة تقليدية أخرى إذ بها نحو 60,000 طالب يقيمون بمبانيها، ونحو 24,000 طالب يسكنون خارجها. وتتكون جامعة لندن من العديد من المؤسسات التعليمية، إما داخل لندن أو بالقرب منها، وتتكون من 30 كلية، ولكل منها هيئتها الإدارية، كما تضم 10 معاهد إضافية أقامتها إدارة الجامعة، إلى جانب 5 معاهد وافقت الإدارة على إنشائها. وتضم هذه الكليات والمعاهد معهد كورتولد للفن، وكلية لندن للاقتصاد والعلوم السياسية، وكلية طب مستشفى سانت بارثولوميو ومدرسة الدراسات الشرقية والإفريقية وكلية الجامعة. وقد تأسست الجامعة عام 1836 م، وفي عام 1878 م أصبحت أول جامعة تمنح المرأة درجات علمية.

## أهم هذه الكليات
- كلية لندن الجامعية (University College London (UCL
- كلية الملك، لندن King's College London
- كلية الملكة ماري Queen Mary University of London
- مدرسة لندن للاقتصاد والعلوم السياسية London School of Economics
- مدرسة الدراسات الشرقية والأفريقية School of Oriental and African Studies
- معهد التعليم Institute of Education
- كلية رويال هولواي Royal Holloway
- جامعة شرق لندن University of East London
- كلية لندن للأعمال London Business School

## كرسي الملك فهد
يعد كرسي الملك فهد بن عبدالعزيز آل سعود أحد الكراسي البحثية والعلمية السعودية الموجودة في بعض الجامعات الغربية مثل جامعة لندن البريطانية. وقد تأسس هذا الكرسي في عام 1415هـ/1995م، وقدم الملك فهد لهذا الكرسي منحها قدرها مليون جنيه استرليني. ولقي الكرسي ترحيبًا من مجلس الدراسات الشرقية والأفريقية بجامعة لندن.
أما عن الهدف من إنشاء هذا الكرسي، فقد كان من أجل المساهمة بالقيام بدور تعريفي للعقيدة الإسلامية وشرحها للمجتمعات الغربية، بالإضافة إلى شرح الحضارة الإسلامية للطلبة المسلمين وغيرهم للكشف عن الجوانب المهمة في التاريخ الإسلامي وخاصة إسهامات المسلمين في الحضارة الإسلامية. كما أن هذا الكرسي يأتي ضمن سياق الاتصال الحضاري بين العالمين الإسلامي والغربي بكل إمكاناتهما واختلافاتهما.